# Vlada Avramov
Vlada Avramov (Novi Sad, RFS de Yugoslavia, 5 de abril de 1979) es un exfutbolista serbio. Jugaba de portero.

## Biografía
Vlada Avramov empezó su carrera futbolística en su país, concretamente en la Vojvodina.
En 2001 se marcha a Italia para jugar en el Vicenza Calcio. Este equipo lo cede al Pescara Calcio en la temporada 2005-06.
En 2006 ficha por la Fiorentina aunque, debido a la competencia con los otros dos porteros del club, Sébastien Frey y Bogdan Lobonţ, se marcha cedido al Treviso para ganar experiencia. En su nuevo equipo se convierte en titular indiscutible.
En 2007 regresa a la Fiorentina, donde por fin debuta en la Serie A. Fue el 17 de febrero en el partido Catania 2-1 Fiorentina.

## Selección nacional
Ha sido internacional con la Selección de fútbol de Serbia en 2 ocasiones. Su debut con la camiseta nacional se produjo el 21 de octubre de 2007 en un partido contra Polonia (2-2).

## Clubes
| Club                        | País   | Año       |
| --------------------------- | ------ | --------- |
| FK Vojvodina                | Serbia | 1999-2001 |
| Vicenza Calcio              | Italia | 2001-2005 |
| Pescara Calcio              | Italia | 2005-2006 |
| ACF Fiorentina              | Italia | 2006      |
| Treviso Foot-Ball Club 1993 | Italia | 2006-2007 |
| ACF Fiorentina              | Italia | 2007-2011 |
| Cagliari Calcio             | Italia | 2011-2014 |
| Torino FC                   | Italia | 2014-2015 |
| → Atalanta (cedido)         | Italia | 2014-2015 |
| FC Tokyo                    | Japón  | 2015      |